# NGC 4984
NGC 4984 (другие обозначения — MCG -2-34-4, 2SZ 6, IRAS13062-1514, PGC 45585) — галактика в созвездии Дева.
Этот объект входит в число перечисленных в оригинальной редакции «Нового общего каталога».
В галактике вспыхнула сверхновая SN 2011iy типа Ia, её пиковая видимая звездная величина составила 12,7.